# Marco d'Agrate
Marco Ferrari d'Agrate, conosciuto come Marco d'Agrate (Agrate Brianza, 1504 circa – Milano, 1574 circa), è stato uno scultore italiano.

## Biografia
Proveniente da una famiglia lombarda di scultori, collaborò col fratello Gian Francesco ad un monumento funerario per Sforzino Sforza nella Basilica di Santa Maria della Steccata a Parma. Lavorò poi alla tomba di Giovanni del Conte (che verrà terminata in seguito da Vincenzo Seregni) nella Basilica di San Lorenzo di Milano.
La sua opera più conosciuta è la statua di San Bartolomeo scorticato, realizzata intorno al 1562 e posta nel retrocoro del Duomo di Milano. Il santo è raffigurato con la pelle gettata come una stola sulle spalle e sul corpo. Lo scultore, con non troppa modestia, si firmò così: Non me Praxiteles, sed Marc'finxit Agrat (Non mi fece Prassitele, bensì Marco d'Agrate). Alcuni sostengono che lo studio in gesso di questa famosa opera sia la statua di San Bartolomeo venerata nella chiesa Parrocchiale di Cantalupo (Cerro Maggiore).
Lavorò anche alla facciata della Certosa di Pavia e dal 1547 ai sarcofagi del gruppo funerario della Cappella Trivulzio nella Basilica di San Nazaro in Brolo, sempre a Milano.

## Galleria d'immagini

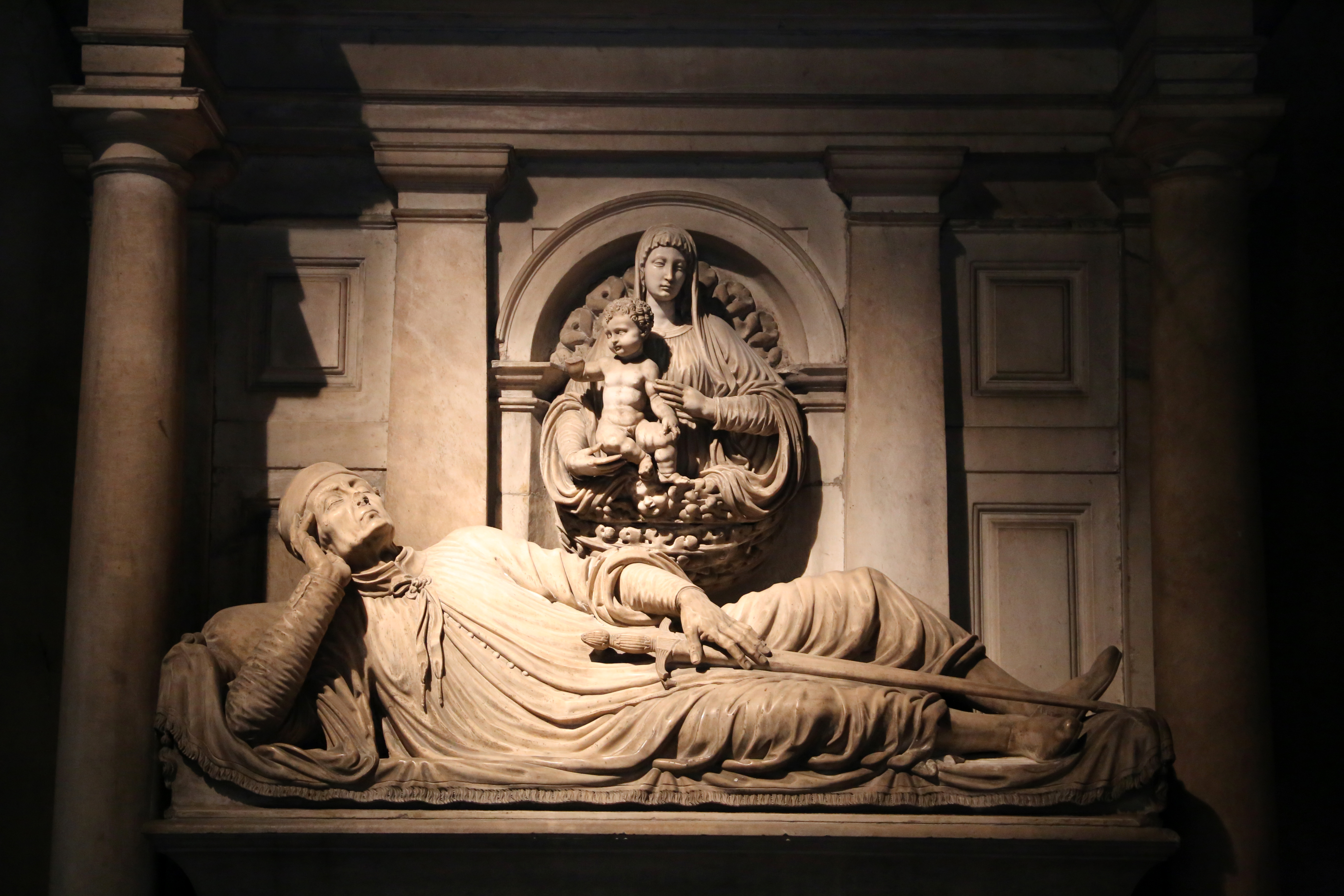
Tomba di Giovanni del Conte.
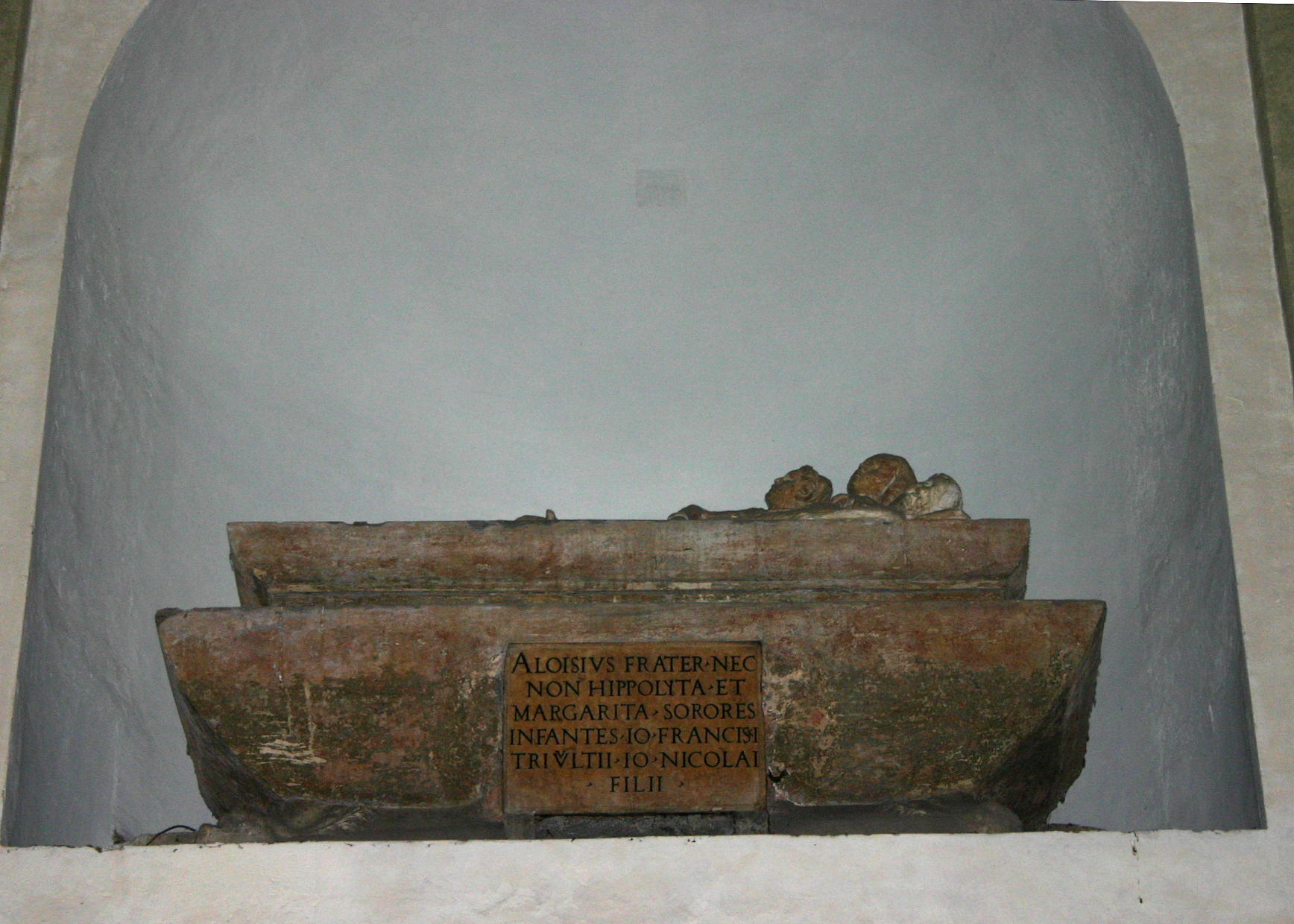
Sarcofago di Luigi, Ippolita e Margherita Trivulzio.